# Lodewijk de Koninck
Lodewijk De Koninck (Hoogstraten, 30 de octubre de 1838 - Retie, 22 de marzo de 1924) fue un escritor flamenco.
Estudió magisterio en Lier y trabajó como maestro en Amberes. Más tarde se hizo inspector de escuelas primarias católicas y profesor en la escuela de magisterio de Malinas.
Como escritor manifestaba en sus poemas su gran fe. Su obra más conocida es la épica Het menschdom verlost (1872, escrita en versos alejandrinos). También escribió el libreto del oratorio Fransciscus de Edgar Tinel. 
En la parte frontal de su casa de Reti, Sint-Martinusstraat, 8, había una piedra que rezaba Hier leefde en stierf dichter Lodewijk De Koninck 1924 (Aquí vivió y falleció el escritor Lodewijk De Koninck, 1924).